# Paolo Paladini
Paolo Paladini (Lesina, 1465 circa – 1513 circa) fu un poeta dalmata di lingua italiana, originario dell'Isola di Lèsina all'epoca parte dei possedimenti della repubblica di Venezia.

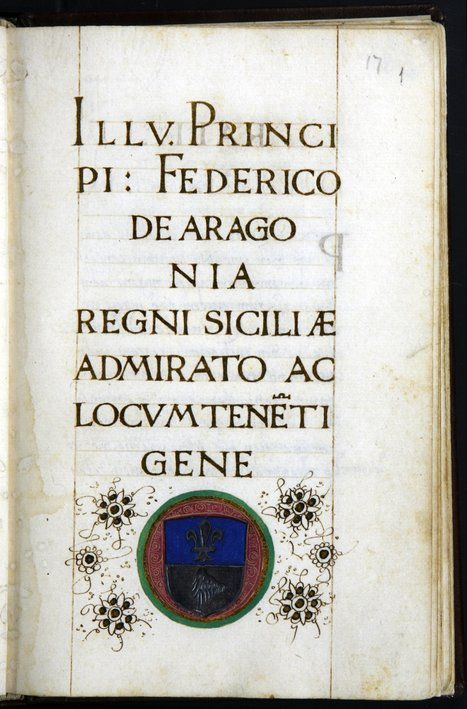
Manoscritto di Valenzia, f. 17r: frontespizio al Canzoniere con stemma della famiglia Paladini di Lesina

Membro della famiglia nobile Paladini di Lesina, figlio del cavaliere di San Marco Nicolò, è autore di un canzoniere contenente poesie in italiano e latino, dedicato nel 1496 al Principe Federico d'Aragona. Rinvenuto il manoscritto nella Biblioteca Universitaria di Valencia e dato alle stampe nel 2005, a cura di Sante Graciotti, il Canzoniere rappresenta il più antico documento in italiano pervenutoci dalla Dalmazia e scritto da un autore autoctono.

## Biografia
Molto scarne e frammentarie sono le notizie su Paolo Paladini. Nacque presumibilmente intorno al 1470 e studiò, forse proprio a Lesina, le arti liberali, studi che però dovette interrompere. Cionondimeno fu in rapporto con importanti umanisti del suo tempo ai quali dedicò poesie encomiastiche: Tideo Acciarini, Elio Lampridio Cerva, Francesco Natali, Cassandra Fedele, Pietro Contarini.
Nel 1495, con il grado di comito, fu a fianco del padre Nicolò sulla galea di Lesina nella campagna dell'armata veneta a difesa degli Aragonesi contro l'invasione di Carlo VIII. Il 30 giugno i veneziani espugnarono Monopoli scacciandone i francesi, e in quell'occasione Paolo Paladini ebbe modo di preservare la biblioteca dell'umanista Gilberto Grineo, che risiedeva in quel tempo nella città pugliese. In autunno, l'armata si unì alle forze di Federico d'Aragona nel vano assedio di Taranto: in quell'occasione non solo Paolo Paladini compose il panegirico in onore di Federico, al quale dedicò il suo Canzoniere, ma sarebbe stato protagonista di un tentativo di azione diplomatica, entrando nella città assediata per incarico dei suoi comandanti e con il consenso degli assediati, che preferivano agli Aragonesi la signoria di Venezia.
Nell’estate del 1496, il padre Nicolò ammalatosi è costretto a tornare a Lesina e lascia il comando della galea al figlio Paolo, che viene incaricato di raggiungere la flotta di Domenico Malipiero nel Tirreno, impegnata nella difesa di Pisa ai danni dei fiorentini. Il 3 aprile 1497 la galea lesignana fu una delle protagoniste nella battaglia che si tenne alla foce dell’Arno contro alcuni legni fiorentini, che ebbero la peggio, ma che comunque riuscirono a riparare a Livorno.
Tornato in Adriatico nell’autunno del 1497, Paolo Paladini si rese protagonista della cattura di alcuni corsari maltesi nei pressi di Curzola, prima di disarmare a dicembre la sua galea a Venezia, a causa dell’inagibilità in quegli anni dell’Arsenale di Lesina.
Nel gennaio 1499 lo troviamo di nuovo a Venezia per rivendicare il diritto del padre ad armare la galea di Lesina, diritto negato dalla Signoria a causa dell'età avanzata di questi, mentre nel marzo del 1501, durante la seconda guerra turco-veneziana, è a Traù per far fronte agli assalti di Skender pascià (Mihaloğlu İskender Paşa), all'epoca sanjak-bey del Sangiaccato di Bosnia.
Nel 1510 era giudice del comune di Lesina, quando compose una narrazione nella quale descrive il miracoloso avvenimento di una crocetta che stillò sangue il 6 febbraio di quell’anno, e che - inascoltato segno di pace - precede la lunga e sanguinosa rivolta dei popolari contro i nobili lesignani, nella quale, nel 1514, sarebbe perito per mano dei rivoltosi anche Tommaso, uno dei due fratelli di Paolo.
La morte di Paolo Paladini va collocata in quegli anni, tra il 1510 e il 1514, quando non era ancora cinquantenne, tanto che Vincenzo Pribevo nella sua orazione tenuta a Lesina nel 1525 dirà che ci si aspettava da lui un grande avvenire, se la morte non lo avesse colto anzitempo.

## Scritti
- Oratio ad divum Federicum (1496) [collegamento interrotto], su weblioteca.uv.es. URL consultato il 19 dicembre 2016.
- Dityrambi et epigrammata [collegamento interrotto], su weblioteca.uv.es. URL consultato il 19 dicembre 2016.
- Narrazione di Paolo Palladini. 1510. Adì 6 Febraro in Lesina (dalle  Carte attinenti alla miracolosa crocetta della Chiesa Cattedrale di Lesina, su scribd.com,  38-42. URL consultato il 27 dicembre 2016.)